# Little Nonのレッツゴーハッピー
Little Nonのレッツゴーハッピー（'りとるのんのれっつごーはっぴー）は、Three Fat Samurai、音泉（BEWE）で配信されていたLittle Non関連のインターネットラジオ番組。2007年4月からは、レッツゴー★ハッピー ～秋葉原万歳編～となり、地上波ラジオ（ラジオ関西）での放送を開始した。
ラジオ関西で放送の「レッツゴーハッピー～秋葉原万歳編～」は、2009年10月1日の放送をもって終了した。
2009年11月から、「インターネットラジオ：ZAKZAK」で、新シリーズ配信開始。毎週金曜日更新予定・ボーカル、ノゾミの「レッツゴー☆ハッピー～のぞみのみ～」と毎週火曜日更新予定・S･O･Dの「レッツゴー☆ハッピー～おとこのじかん～」の二本立てになった。

## 番組概要

### パーソナリティ
- Little Non

ノゾミが固定パーソナリティとなり、大生、シュン、親分の3名が週代わりでパーソナリティを担当する。
第三期は、ノゾミだけの「のぞみのみ」と、S「シュン」･O「親分」･D「大生」の「おとこのじかん」の二本立て。

### ゲスト
- 藤田咲（第09回）
- 豊永利行（第11回）
- ささきいさお（秋葉原万歳編　　回）
- 新谷良子（秋葉原万歳編第35回）
- 中島沙樹、稲村優奈、井ノ上奈々（秋葉原万歳編第100回～第101回）
- 有希～ゆぅき～、朝倉さくら（秋葉原万歳編第105回）
- MOSAIC.WAV、小池雅也（秋葉原万歳編第111回）
- あかほりさとる（秋葉原万歳編第112回～第113回）
- 井ノ上奈々（のぞみのみ第01回）
- 有希～ゆぅき～（のぞみのみ第05回）
- 月宮うさぎ（のぞみのみ第13回～第14回）
- NOZOMIX様、まっちょくん（のぞみのみ第23回）
- S･O･D（シュン・親分・大生）　（のぞみのみ第31回）

### 現在の放送詳細
- Three Fat Samurai WEBラジオ： 隔週水曜日更新（2006年4月26日～2007年4月4日）
- ラジオ関西（アニたまどっとコム）： 毎週日曜日26:00～（2007年4月8日～2008年3月30日）→毎週金曜日25：30～（2008年4月4日～2009年3月27日）→毎週木曜日26：00～（2009年4月2日～）変更→2009年10月1日の放送でラジオ関西での放送が終了する

2009年4月2日（第105回目：3年目突入記念1時間スペシャルを放送）
- 音泉： 隔週水曜日更新（2006年7月5日～2007年4月4日）、毎週金曜更新　（2007年4月13日～8月3日）
- 超!放送局： 毎週金曜日19:00更新（2007年4月13日～）ラジオ関西より、8日遅れ（たまに、ロングバージョン放送有）
- ＜インターネットラジオ：ZAKZAK＞：毎週金曜日更新（？？？～）ラジオ関西より、8日遅れ

2009年11月20日金曜日～第三期「レッツゴー☆ハッピー」がスタート
- ＜インターネットラジオ：ZAKZAK＞：毎週金曜日更新予定「レッツゴー☆ハッピー～のぞみのみ～」、11月24日火曜日～毎週火曜日更新予定「レッツゴー☆ハッピー～おとこのじかん～」の二本立て。

- 「レツゴー☆ハッピー～おとこのじかん～」が、2010年4月6日、#16更新分で惜しくも終了する。

## コーナー
- のぞみのみ

百合プラス
1分程度の百合話を、ノゾミが一人で演じる。
百合プラス～特別編～
ゲストが女の子の時に、ゲストを巻き込んで百合話を行う。
萌えプラス
萌えを追求して、ラジオドラマをノゾミ一人で自作自演する。
脳内報告会
テーマに沿った妄想を報告しあう。
ツボアニ
大好きなアニソンやヲタソンを愛でる。
- おとこのじかん

テーマ曲製造工場･括弧仮
いろんなモノの主題歌やテーマ曲を作るコーナー。

## ～秋葉原万歳編時～のコーナー
2009年1月2日～
- ノゾミの馬鹿じゃないの？！

リスナーのお馬鹿なエピソードをドS姉さんノゾミが判決！
- シュンの一シュンで解決

リスナーの悩みをシュン先生が一シュンに解決します。
- 親分の所に嫁に来ないか？

女性リスナーの中から親分の嫁になりたい人を募集。男性リスナーからの女性の推薦も可。
- エムロ　08小体位（～2009年4月23日）

新しいエロい体位や技の名前を募集。
- 絶対綺麗になってやる（2009年5月21日～）

エロい心に染まりきってしまった大生とエロイ仲間たちの心を、綺麗に浄化するコーナー。
- リトルノン PR大作戦

リスナーにリトルノンの宣伝をしてもらい、その報告をしてもらう。法律に違反したり、人に迷惑をかけるような報告は不許可。

## 2008年12月26日までのコーナー
- 親分の二次元コレクター

親分がコレクションしている二次元のものをランキング形式で紹介するコーナー。リスナーからのオススメ、ノゾミの一冊も。
- 叫べ！シュンの会

叫んだら面白いと思う言葉をシュンに叫んで貰うコーナー。
- エムロいきまーす！

何故かエロく聞こえる言葉を紹介するコーナー。
- 関西で歌いたいんや～

関西でワンマンライブをするには如何すればいいかを募集するコーナー。
- ワールドストリートライブ

オススメのストリートライブの場所を送ってもらうコーナー。

## リニューアル以前のコーナー
- ノゾミの七変化相談室

指定されたキャラクターになりきったノゾミが答える、お悩み相談コーナー。
- 大生の美味しんロボ

ロボットにふさわしい料理を語るコーナー。
- 新シュン・シャンシュンShow！

自身が体験した出来事をトランペットで再現するコーナー。
- 親分の二次元コレクター

親分オススメの本をランキングで紹介。

## ネットラジオ時代のコーナー
- ノゾミの花園

ゲストを呼んでノゾミとトークをする（後半つよきす Cool×Sweetのキャストとのトークコーナーに）
- 親分の絶対萌え感

親分が萌えだと思うものをランキング形式で紹介
- ふつおた

普通のお便り。お便りが読まれると、ポイントが付与される。